# 德岘站
德峴站（韓語：덕현역）是朝鮮民主主義人民共和國平安北道义州郡德岘劳动者区的一個鐵路車站，属于德岘线。

## 邻近车站
德岘线
精矿站 - 德峴站